# آرمینه توتونجیان
آرمینه میهرانی توتونجیان (ارمنی: Արմինե Միհրանի Թութունջյան؛  زادهٔ ۴ ژانویهٔ ۱۹۲۱ - درگذشته ۲۲ دسامبر ۲۰۱۱) خواننده اپرا سوپرانو اهل ارمنستان بود.

## زندگی‌نامه
وی در ۴ ژانویهٔ ۱۹۲۱ در قاهره به دنیا آمد . وی در تالار اپرای ایروان فعالیت می‌کرد. وی همچنین برنده جوایزی همچون هنرمند مردمی ارمنستان شوروی (۱۹۶۷)، هنرمند شایسته ارمنستان شوروی (۱۹۵۶) و نشان برجسته افتخار شد. وی در ۲۲ دسامبر ۲۰۱۱ در سن ۹۰ سالگی در ایروان درگذشت.

## بازیگری اپرا
- آنوش - آرمن تیگرانیان - آنوش
- داویت بک - آرمن تیگرانیان - شوشان
- کارینه - تیگران چوخاجیان - کارینه
- مادام باترفلای - جاکومو پوچینی - چیو-چیو-سان
- کارمن - ژرژ بیزه - میکائیلا
- پالیاچی - روجرو لئونکاوالو - Նեդդա